# Kerkini (lago)
Il lago Kerkini (in greco Λίμνη Κερκίνη?, Limnī Kerkinī) è un lago artificiale nella Macedonia Centrale, Grecia. Costruito nel 1932, nel 1980 terminarono i lavori di riqualificazione, sul sito di quella che prima era una palude estremamente estesa.
Oggi il lago Kerkini è uno dei più importanti siti di birdwatching in Grecia e, poiché si trova lungo la rotta migratoria per gli uccelli migratori in rotta verso il Mar Egeo, la regione dei Balcani, il Mar Nero, le steppe ungheresi e oltre, vive un'interessante migrazione.